# Anasaitis perplexa
Anasaitis perplexa là một loài nhện trong họ Salticidae. Chúng được Elizabeth Maria Gifford Peckham & George William Peckham miêu tả năm 1901.